# Asterostigma lividum
Asterostigma lividum är en kallaväxtart som först beskrevs av Conrad Loddiges, och fick sitt nu gällande namn av Adolf Engler. Asterostigma lividum ingår i släktet Asterostigma och familjen kallaväxter. Inga underarter finns listade.